# Henri Agoust
Henri Agoust, né le 22 juin 1840 à Montpellier et mort le 5 septembre 1901 à Mourmelon-le-Grand, est un mime, jongleur, danseur et chorégraphe français. 

## Biographie
Danseur dès 1865 et artiste de spectacles, on lui doit aussi la composition de ballets. Régisseur du Nouveau Cirque (1888), il est célèbre pour avoir fait connaître le Clown Chocolat qu'il a engagé en tant que vedette d’une pantomime nautique. Chocolat connait alors un succès dès son premier spectacle, La noce de Chocolat.

## Œuvres
- 1886 : Folie parisienne, ballet pantomime en 2 actes et 4 tableaux, musique de Francis Thomé : Paris, Eden-Théâtre, 18 février
- 1887 : Le Lion amoureux, ballet en un acte avec chœurs de Paul Cosseret et Henri Agoust, musique de Félix Pardon, Théâtre de La Monnaie de Bruxelles, 22 mars
- 1888 : L'Île des Singes, pantomime nautique de Laurent Grillet, réglée par Henri Agoust, au Nouveau-Cirque (13 décembre)[3]